# Јо Минг Пеј
Јо Минг Пеј, FAIA, RIBA (/joʊ.mɪŋ.ˈpeɪ/ ; (кин: 貝聿銘; Гуангџоу, 26. април 1917 — Њујорк, 16. мај 2019) познатији под иницијалима И. М. Пеј (енгл. I. M. Pei) био је кинеско-амерички архитекта.
Одрастао у Шангају, Пеј је од малих ногу црпео инспирацију из баштенских вила у Суџоу, традиционалном уточишту учене властеле којој је припадала његова породица. Године 1935, он се преселио у Сједињене Државе и уписао се на архитектонску школу Универзитета у Пенсилванији, али је брзо прешао на Масачусетски технолошки институт. Био је незадовољан фокусом предавања у обе школе где је акценат стављан на архитектуру лепоте. Слободно време је проводио истражујући нове архитекте, посебно Ле Корбизјеа. По завршетку студија придружио се Харвардској постипломској школи дизајна (GSD) и постао пријатељ архитекате баухаусовских Валтера Гропијуса и Марсела Бројера. Године 1948, Пеја је регрутовао њујоршки магнат некретнина Вилијам Зекендорф, за којег је радио седам година пре него што је 1955. основао независну дизајнерску фирму И. М. Пеј & сарадници. Године 1966, то постаје И. М. Пеј & партнери, а 1989. Пеј Коб Фрид & партнери. Пеј се повукао из редовне праксе 1990. године. У пензији је радио као архитектонски саветник, пре свега у архитектонској фирми својих синова Архитекте Пејовог партнерства.
Пејево прво велико признање стигло је са лабораторијом Меса у Националном центру за истраживање атмосфере у Колораду (пројектовано 1961. и довршено 1967). Његов новостечени реноме довео је до његовог избора за главног архитекту за Библиотеку Џон Ф. Кенеди у Масачусетсу. Затим је дизајнирао Градску скупштину у Даласу и Источну зграду Националне галерије уметности. У Кину се први пут вратио 1975. године како би дизајнирао хотел на Мирисној планини. Потом је дизајнирао је Торањ Кинеске банке у Хонгконгу, небодер у Хонгконгу за Банку Кине петнаест година касније. Почетком 1980-их, Пеј је био у жижи контроверзе када је дизајнирао пирамиду од стакла и челика за париски Лувр. Касније се вратио у свет уметности дизајнирајући Симфонијски центар Мортон Х. Мејерсон у Даласу, музеј Михо у Јапану, Шигараки, у близини Кјота и капелу ниже и средње школе: МИХО Институт естетике, Музеј Суџоу у Суџоу, Музеј исламске уметности у Катару и Музеј модерне уметности Великог војводе Жана, скраћено Мудам, у Луксембургу.
Пеј је освојио широк спектар признања и награда у пољу архитектуре, укључујући Златну медаљу АИА 1979. године, први Praemium Imperiale за архитектуру 1989. године и награду за животно дело Купер-Хјуит, Националног музеја дизајна 2003. Он је добитник је Прикерове награде за архитектуру 1983, и многи га сматрају последњим мајстором модернистичке архитектуре.

## Младост
И. М. Пејовог порекло се може пратити од династије Минг, када се његова породица преселила из провинције Анхуеј у Суџоу. Породица је своје богатство стекла бавећи се лековитим биљем, а затим се придружила редовима учених племића. Иеох Минг Пеј је рођен 26. априла 1917. у породици Цуји и Лијен Квун, а породица се преселила у Хонгконг годину дана касније. Породица је на крају имала петоро деце. Као дечак, Пеј је био веома близак са мајком, побожном будискињом која је била препозната по својим вештинама на флаути. Она га је охрабривала (за разлику од његове браће или сестара) да јој се придруже у медитацијама. Његов однос са оцем био је мање присан. Њихове интеракције биле су испуњене поштовањем, али не и блиске.
Успех Пејевих предака омогућио је породици да живи у вишим друштвеним ешалонима, мада је Пеј сматрао да његов отац „није био култивисан у погледу уметности“. У својој младости је Пеј, више био привучен музици и другим културним облицима, него очевом домену банкарства, самостално истражујући уметност. „Култивирао сам самог себе“, изјавио је касније.
Пеј је као дете студирао на колеџу Св. Пол у Хонгконгу. Када је имао 10 година, његов отац је добио унапређење, те се породица преселила у Шангај. Пеј је похађао средњу школу Св. Џон, која је радила при Универзитету Св. Џон под управом англиканских мисионара. У тој уставнови је академска дисциплина била је ригорозна; студентима је био дозвољено само пола дана сваког месеца за разоноду. Пеј је уживао у билијару и гледајући холивудске филмове, посебно оне са Бастера Китоном и Чарлијем Чаплином. Такође је стекао основно познање енглеског језика читајући Библију и романе Чарлса Дикенса.
Мноштво међународних елемената Шангаја дали су му име „Источни Париз“. Глобални архитектонски укуси града имали су дубок утицај на Пеја, од обалског подручја Банд до хотела Парк, изграђеног 1934. године. Такође су га импресионирали бројни вртови Суџоуа, где је проводио лета са широм породицом и редовно посећивао оближње храмове предака. На њега је посебно јак утисак оставио врт Шизилин, који је у 14. веку изградио будистички монах, а чији је власник био Пејов ујак Беј Руншенг. Његове необичне стенске формације, камени мостови и водопади остали су урезани у Пејово сећање деценијама. Касније је говорио о својој наклоности ка мешању баштенских природних и вештачких структура.
Убрзо након пресељења у Шангај, Пејова мајка је оболела од рака. Као средство за ублажавање болова, прописан јој је опијум, а обавеза припре луле припала је Пеју. Она је умрла убрзо након његовог тринаестог рођендана, а то га је дубоко потресло. Деца су послата да живе код шире породице; њихов отац је постао у већој мери конзумиран својим радом и физички дистанциранији. Пеј је рекао: „Мој отац је почео да живи свој властити живот прилично брзо након тога.“ Његов отац се касније оженио женом по имену Ајлин, која се касније преселила у Њујорк.

## Образовање и формативне године
Како се Пеј приближавао крају свог средњошколског образовања, одлучио је да студира на универзитету. Он је био примљен у бројне школе, али је одлучио да упише Универзитет у Пенсилванији. Пејов избор имао је два корена. Током студија у Шангају, помно је проучавао каталоге различитих високошколских установа широм света. Архитектонски програм на Универзитету у Пенсилванији му се посебно допадао. Други пресудни фактор био је Холивуд. Пеј је био фасциниран приказима студентског живота у филмовима Бинга Крозбија, који су се изузетно разликовали од академске атмосфере у Кини. „Чинило ми се да је факултетски живот у САД углавном забава и игра“, рекао је 2000. „Будући да сам био премлад да бих био озбиљан, желео сам да будем део њега ... Могли бисте стећи осећај за то Филмови Бинга Крозбија. Факултетски живот у Америци чинио ми се врло узбудљивим. Није стваран, то знамо. Ипак, у то време ми је био веома привлачан. Одлучио сам да је то земља за мене." Пеј је додао да „Нарочито су Крозбијеви филмови имали огроман утицај на мој одабир Сједињених Држава уместо Енглеске да наставак свог образовања.“
Године 1935, Пеј се укрцао на брод и отпловио до Сан Франциска, а затим возом путовао до Филаделфије. Међутим, оно што је открио кад је стигао, увелико се разликовало од његових очекивања. Професори на Универзитету у Пенсилванији заснивали су своје подучавање у стилу лепих уметности, укорењеном у класичној традицији древне Грчке и Рима. Пеја је више заинтригирала модерна архитектура, а такође се осећао застрашеним високим нивоом вештине израде нацрта који су показали други студенти. Одлучио је да напусти архитектуру и пређе се на инжењерски програм на Масачусетском технолошком институту (МИТ). По приспећу, декан школе за архитектуру коментарисао је његово око за дизајн и убедио Пеја да се врати свом првобитном смеру.